# Karl Neukirch
Karl Neukirch (Berlín, 3 de novembre de 1864 – Berlín, 26 de juny de 1941) va ser un gimnasta alemany que va prendre part en els Jocs Olímpics de 1896, a Atenes.
Neukirch va tenir poc èxit en les proves individuals, puix va competir en barra fixa, barres paral·leles, cavall amb arcs i salt sobre cavall sense que en cap d'elles quedés entre els medallistes.
Amb tot, va guanyar dues medalles d'or formant part de l'equip alemany en les dues proves per equips, les barres paral·leles i la barra fixa.